# Bogusław Kawecki
Bogusław Kawecki (ur. 3 października 1965) – polski piłkarz.

## Kariera
Jako trampkarz trenował w barwach Polnej Przemyśl, a w wieku juniorskim w Polonii Przemyśl. W 1983 wraz z braćmi Adamem i Andrzejem był zawodnikiem seniorskiej drużyny Polnej w III lidze. Występował na pozycji pomocnika. W sezonie III ligi 1988/1989 grał w Stali Sanok, która została zdegradowana z rozgrywek. W Stali Sanok grał nadał w sezonach IV ligi regionalnej rzeszowskiej 1989/1990, III ligi makroregionalnej 1990/1991, który zakończył z drużyną na szóstym miejscu i został królem strzelców drużyny, edycji 1991/1992, w którym był kapitanem zespołu. Zajął ósme miejsce w plebiscycie na najpopularniejszego sportowca województwa krośnieńskiego organizowanego przez czasopismo „Podkarpacie” za rok 1991. Ze Stali Sanok przeszedł do Karpat Krosno, występujących w II lidze 1992/1993.
W barwach Stali Stalowa Wola występował w I lidze edycji 1993/1994, w której wystąpił w 33 z 34 meczów oraz zdobył 4 gole. Później był zawodnikiem klubów przemyskich: Czuwaju do 1996 oraz od 1996 ponownie Polonii.
Zyskał pseudonim boiskowy Kawka.